# Територията на Колорадо
„Територията на Колорадо“ (на английски: Colorado Territory) е уестърн на режисьора Раул Уолш, който излиза на екран през 1949 година.

## Сюжет
Прочутият разбойник Уес Маккуин бяга от затвора и се отправя към територията на Колорадо, за да се срещне с човека, уредил бягството, неговия стар приятел Дейв Рикард. По пътя дилижансът, в който се вози, е нападнат от банда разбойници. Когато кочияшът и пазачът са убити, Маккуин убива и прогонва останалите стрелци, спечелвайки благодарността на другите пътници, мечтателя Фред Уинслоу и дъщеря му Джули Ан. Уинслоу е купил невиждано ранчо и очаква с нетърпение да спечели състояние.
Маккуин отива в призрачния град Тодос Сантос, където го чакат Рино Блейк и Дюк Харис, заедно с приятелката на Рино, Колорадо Карсън, която е индианка. След като ги оглежда и не харесва това, което вижда, Маккуин се отправя към близкия град, за да се срещне с болния Рикард, който го моли да извърши един последен голям обир на влак, за да могат и двамата да се пенсионират.
С изключение на Рикард, Маккуин не вярва на останалите в бандата, включително на бившия частен детектив Плутнър, който е вербувал Рино и Дюк, и железопътният информатор Хоумър Уолъс. Маккуин иска да откаже, но се съгласява да свърши работата от благодарност и приятелство.
Докато чака обира, Маккуин решава да задържи Колорадо при себе си, за да избегне предизвикването на проблеми между Дюк и Рино. Въпреки че Колорадо се влюбва в него и му го казва, Маккуин все още мечтае да се ожени за Джули Ан и да се установи. Когато посещава ранчото Уинслоу, той го намира за бедно, сухо място. Уинслоу го предупреждава, че Джули Ан обича Рандолф, богат човек на изток. Уинслоу я е отвел, защото Рандолф никога не би се оженил за жена, толкова по-ниско социално. Маккуин обаче не е обезпокоен.
В деня на обира Маккуин разговаря със съпругата на Уолъс и открива, че той е предал бандата за парите от наградата за главата му. Предупреден, Маккуин разкача пътническите вагони, в които шерифът и хората му чакат в засада, оставяйки ги зад себе си. Дюк и Рино, както предварително е уговорено с Плутнър, също се опитват да прецакат Маккуин, но той също е подготвен за тях. Той ги надиграва, взема парите и оставя двамата вързани с белезници един за друг, за да ги залови шерифът и по-късно да ги обеси. Той и Колорадо бягат и отиват да разделят парите с Рикард. Намират Плутнер над мъртвото тяло на стареца. Маккуин го убива, но е прострелян в рамото.
Ранен Маккуин се отправя към ранчото на Уинслоу, където Уинслоу помага на Колорадо да извади куршума, дори след като му е казано кой всъщност е Маккуин и какво е направил. Маккуин чува Джули Ан да казва на баща си, че трябва да го предадат за парите от наградата. Уинслоу обаче лъже шерифа и отряда, когато се появяват.
Маккуин разбира, че обича Колорадо и я моли да се омъжи за него. Те планират нов живот в Мексико, но са открити да се крият в Тодос Сантос. Той ѝ дава парите, като казва на Колорадо да ги зарови, тя ги оставя близо до кутията за събиране на дарения на мисията. Маккуин се втурва отчаян към границата, обаче е хванат в капан в отдавна изоставено индианско селище край скала, но е твърде добър стрелец, за да го хванат преследвачите му. В крайна сметка Колорадо пристига пеша.
Шерифът измисля коварен план. След като настанява индиански стрелец, той и всичките му хора с изключение на двама се отправят към измислен заден вход. Както се надява служителят на закона, Колорадо грабва пистолет от един от мъжете, нарежда им да се отдалечат и отвежда двата останали коня при Маккуин. Той излиза и е ранен от стрелеца. Когато отрядът се завръща, Колорадо отвръща на стрелбата и двамата влюбени умират в градушка от куршуми.

## В ролите
| Актьор         | Роля             |
| -------------- | ---------------- |
| Джоел Макрей   | Уес Маккуин      |
| Вирджиния Мейо | Колорадо Карсън  |
| Дороти Малоун  | Джули Ан Уинслоу |
| Хенри Хъл      | Фред Уинслоу     |
| Джон Арчър     | Рино Блейк       |
| Джеймс Мичъл   | Дюк Харис        |
| Морис Анкрум   | Шерифа           |
| Базил Руйсдал  | Дейв Рикард      |
| Франк Пулия    | брат Томас       |